# 持分法
持分法（もちぶんほう、英: equity method）とは、会計学や、会計実務の用語のひとつで、投資会社が被投資会社の資本および損益のうち投資会社に帰属する部分の変動に応じて、その投資の額を連結決算日ごとに修正する方法である。具体的手法は企業会計基準第16号「持分法に関する会計基準」および実務対応報告第24号「持分法適用関連会社の会計処理に関する当面の取扱い」に全面的に準拠する。

## 概説
今日の会計においては連結財務諸表を中心とした財務情報の開示がなされる。連結財務諸表は、親会社が自己を頂点とする企業集団の財政状態経営成績を報告するものであり、企業集団には親会社が支配する連結子会社が含まれる。いっぽう、連結子会社ではないが、当該会社の投資先であり影響力を行使しうる会社（「関連会社」）の財政状態・経営成績も、部分的・間接的にではあれ当該会社（親会社）の連結財務諸表に反映すべきである。そのための手法が持分法である。
ある会社（仮にA社とする）が、他の会社（仮にB社とする）の株式を取得して、関連会社とし持分法を適用すると仮定する。A社の個別財務諸表（個別貸借対照表）にはB社株式が計上される（勘定科目は「投資」または「関連会社株式」）。なお、個別財務諸表上、関連会社株式は時価評価されず取得原価にて評価される（強制評価減の場合を除く）。
いっぽう、A社の連結財務諸表においては、B社株式を持分法により評価する。具体的には、B社の純資産のうちA社持分割合相当額にてB社株式（投資）を評価し、連結貸借対照表に資産として計上する。また、その増減額は「持分法による投資損益」として連結損益計算書に計上する。
連結会計と持分法会計は異なるものだが、連結財務諸表における純資産および当期純利益／純損失は、B社を連結子会社とした場合であっても、B社に対して持分法を適用した場合であっても基本的には一致する（一致させるような会計処理を行う）。ただし、持分法を適用した場合には、連結貸借対照表において、B社の個々の資産・負債が計上されるわけではなく、ただ一行の資産（投資）の評価を通じてB社の資産・負債を間接的に反映させることになる。同様に、連結損益計算書においても個々の収益・費用ではなく「持分法による投資損益」を通じてB社の純利益（純損失）を反映させる。このため、持分法の適用を一行連結（純額連結）と呼ぶことがある。

## 通常の連結との異同
通常の連結との主な異同は、次の通り。

### のれん
持分法適用会社に関するのれん（または負ののれん）は、連結子会社の場合と同様に認識されるが、連結貸借対照表において「のれん」としてではなく投資（持分法評価額）に含めて表示される。また、のれんの償却額は連結損益計算書において「持分法による投資損益」に含めて表示される。

### 資産・負債の時価評価
持分法適用会社の資産・負債については部分時価評価法により評価を行う。連結子会社の資産・負債に対する全面時価評価法と異なり、部分時価評価法の場合には、持分法適用会社の株式を取得するたびに取得した持分割合に応じた部分だけ評価替えを行う。

### その他
連結子会社の場合と異なり、内部取引等の消去・修正は必要最小限に留まる。

#### 必要な修正手続
- 持分法適用会社の剰余金の配当については、投資を減額し、受取配当金（収益）と相殺する。
- 連結会社と持分法適用会社との間の取引については、未実現利益を消去する。

#### 不要な修正手続
- 内部取引高の相殺（売上高と売上原価の相殺など）
- 債権債務等の相殺（売掛金と買掛金の相殺など）

## 適用対象となる会社
- 子会社のうち（例外的に）連結対象にならなかったもの（非連結子会社） - その条件については連結子会社参照
- 関連会社